# Gluggarnir
Gluggarnir è una montagna alta 610 metri sul mare e situata sull'isola di Suðuroy, nell'arcipelago delle Isole Fær Øer, in Danimarca.